# Trdat
Trdat, latin Tiridates, född cirka 950, död 1020, var en av arkitekterna som renoverade Hagia Sofia i Konstantinopel (Istanbul).